# Elaphognathia ramosa
Elaphognathia ramosa là một loài chân đều trong họ Gnathiidae. Loài này được Kensley, Schotte & Poore miêu tả khoa học năm 2009.